# كسوف الشمس 11 سبتمبر 2007
حدث كسوف جزئي للشمس في 11 سبتمبر 2007. يحدث كسوف الشمس عندما يمر القمر بين الأرض والشمس ، وبالتالي يحجب صورة الشمس كليًا أو جزئيًا عن مشاهد على الأرض. يحدث كسوف جزئي للشمس في المناطق القطبية من الأرض عندما يغيب مركز ظل القمر عن الأرض.

## موسم الكسوف
هذا هو الخسوف الثاني هذا الموسم.
الخسوف الأول هذا الموسم: 28 أغسطس 2007 الخسوف الكلي للقمر

## معرض الصور

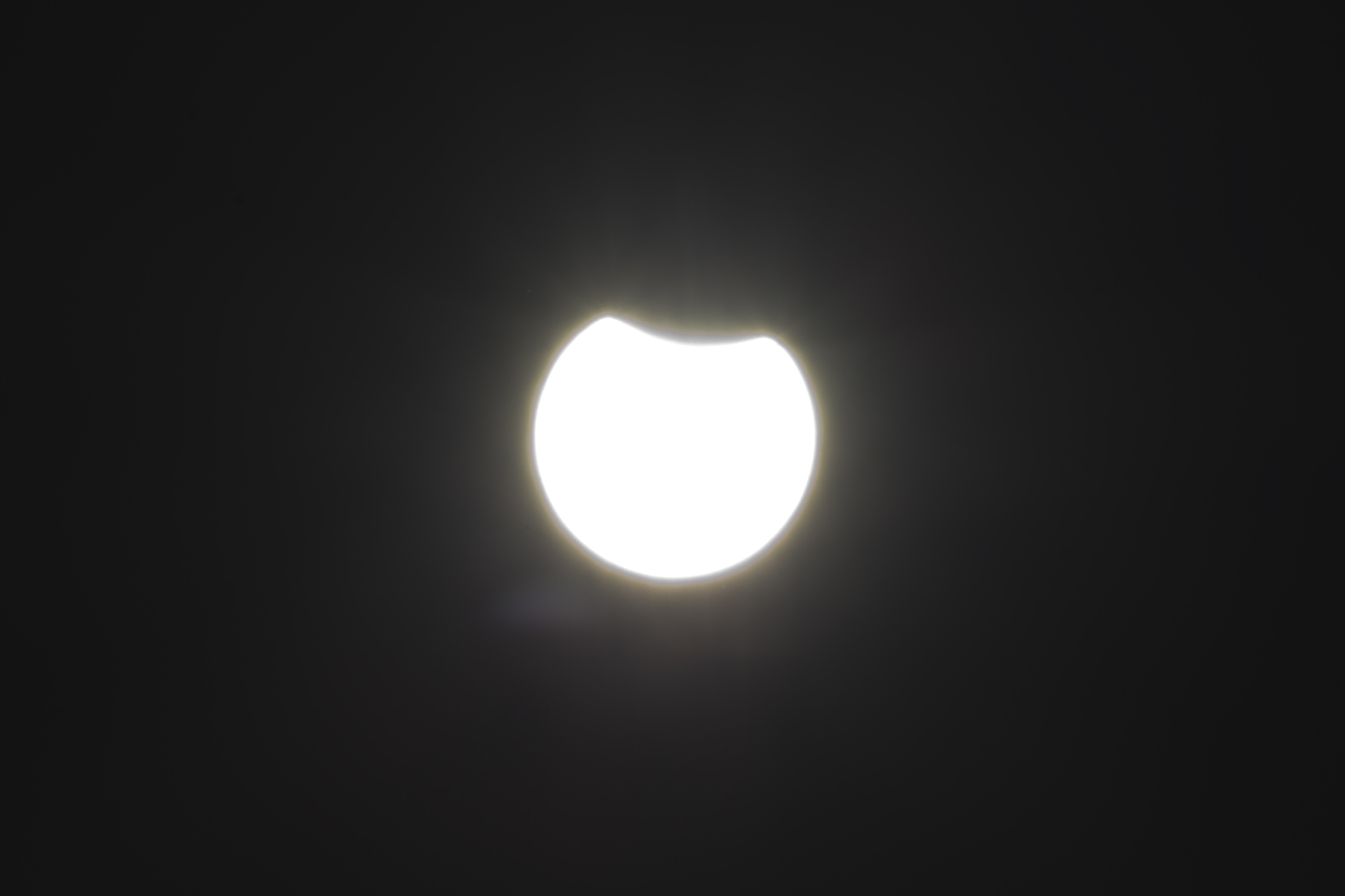
نيتيروي ، البرازيل ، 11:21 UTC
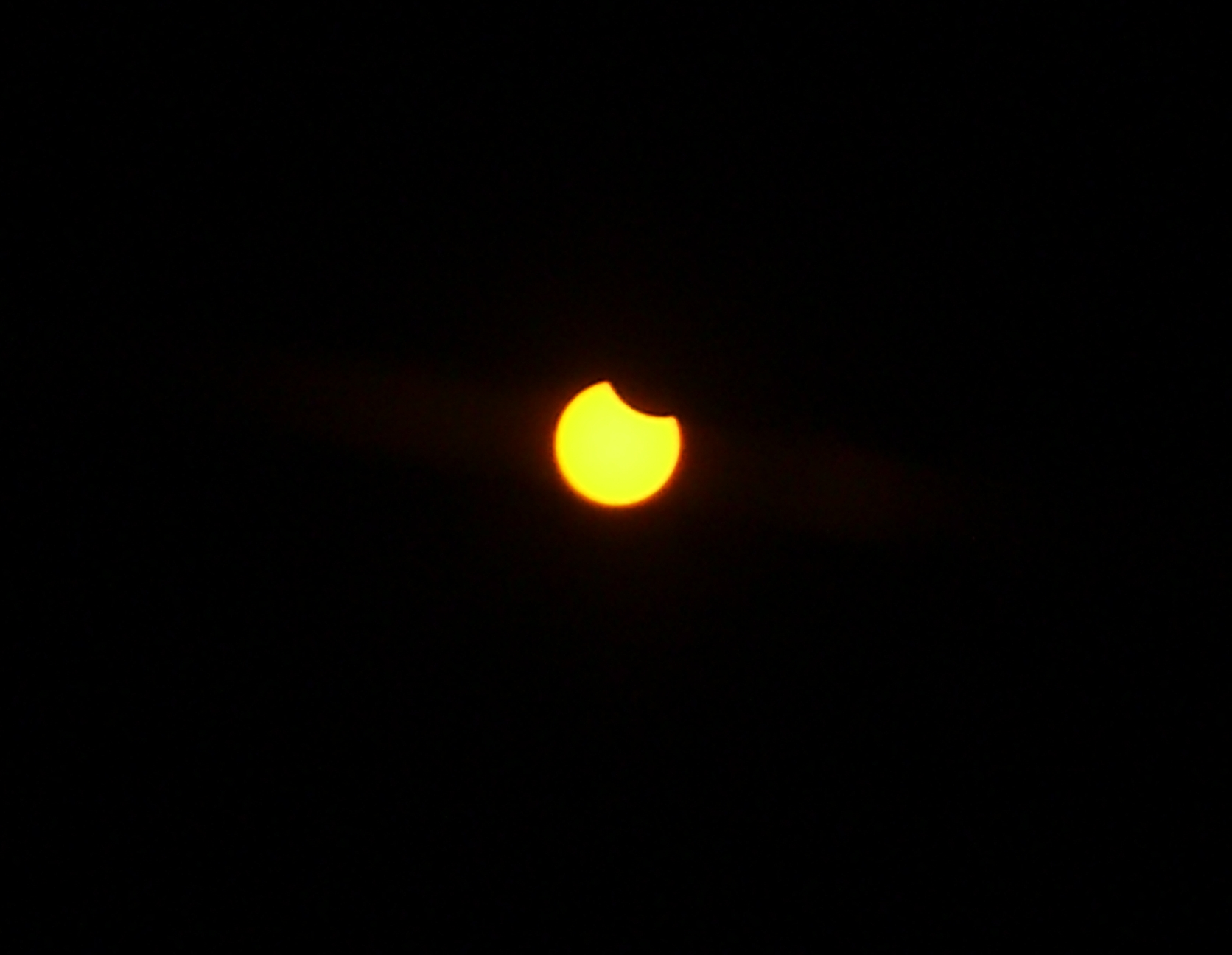
ريو دي جانيرو ، البرازيل ، 11:40 UTC
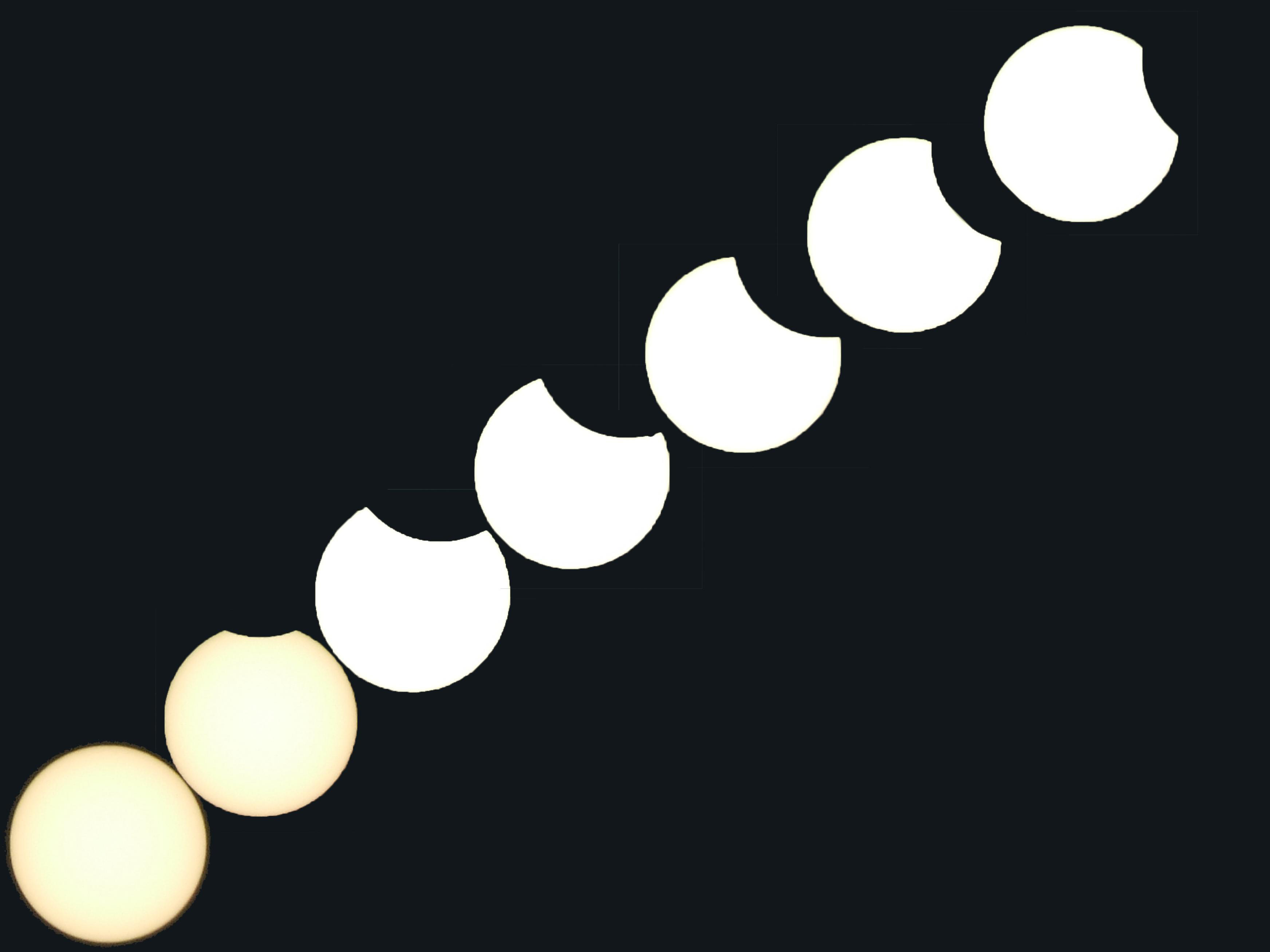
تكوين من كامبيناس ، البرازيل

## الخسوفات ذات الصلة

### كسوف عام 2007
- خسوف كلي للقمر في 3 مارس .
- كسوف جزئي للشمس في 19 مارس .
- خسوف كلي للقمر في 28 أغسطس .
- كسوف جزئي للشمس في 11 سبتمبر.

### كسوف الشمس 2004-2007
هذا الكسوف هو جزء من سلسلة تتكرر كل 177 يومًا تقريبًا و 4 ساعات في العقد المتناوبة من مدار القمر.
| مجموعات سلسلة كسوف الشمس من 2004-2007 | مجموعات سلسلة كسوف الشمس من 2004-2007    | مجموعات سلسلة كسوف الشمس من 2004-2007 | مجموعات سلسلة كسوف الشمس من 2004-2007 | مجموعات سلسلة كسوف الشمس من 2004-2007     | مجموعات سلسلة كسوف الشمس من 2004-2007 | مجموعات سلسلة كسوف الشمس من 2004-2007 |
| ------------------------------------- | ---------------------------------------- | ------------------------------------- | ------------------------------------- | ----------------------------------------- | ------------------------------------- | ------------------------------------- |
| عقدة تصاعدية                          | عقدة تصاعدية                             | عقدة تصاعدية                          |                                       | عقدة تنازلية                              | عقدة تنازلية                          | عقدة تنازلية                          |
| Saros                                 | Map                                      | Gamma                                 | Saros                                 | Map                                       | Gamma                                 |                                       |
| 119                                   | كسوف الشمس 19 أبريل 2004 Partial (south) | -1.13345                              | 124                                   | كسوف الشمس 14 أكتوبر 2004 Partial (north) | 1.03481                               |                                       |
| 129 Partial from Naiguatá             | كسوف الشمس 8 أبريل 2005 Hybrid           | -0.34733                              | 134 Annular from مدريد                | كسوف الشمس 3 أكتوبر 2005 Annular          | 0.33058                               |                                       |
| 139 Total from Side, Turkey           | كسوف الشمس 29 مارس 2006 Total            | 0.38433                               | 144 Partial from ساو باولو            | كسوف الشمس 22 سبتمبر 2006 Annular         | -0.40624                              |                                       |
| 149 From جايبور                       | كسوف الشمس 19 مارس 2007 Partial (north)  | 1.07277                               | 154 From قرطبة                        | كسوف الشمس 11 سبتمبر 2007 Partial (south) | -1.12552                              |                                       |

### سلسلة ميتونيك
تكرر السلسلة ميتونيك كل 19 عامًا (6939.69 يومًا) ، وتستمر حوالي 5 دورات. يحدث الكسوف في نفس تاريخ التقويم تقريبًا. بالإضافة إلى ذلك ، تكرر سلسلة أوكتون الفرعية 1/5 من ذلك أو كل 3.8 سنوات (1387.94 يومًا). تحدث جميع الكسوفات في هذا الجدول عند العقدة الهابطة للقمر.
| 22 eclipse events between September 12, 1931 and July 1, 2011. | 22 eclipse events between September 12, 1931 and July 1, 2011. | 22 eclipse events between September 12, 1931 and July 1, 2011. | 22 eclipse events between September 12, 1931 and July 1, 2011. | 22 eclipse events between September 12, 1931 and July 1, 2011. |
| September 11-12                                                | June 30-July 1                                                 | April 17-19                                                    | February 4-5                                                   | November 22-23                                                 |
| 114                                                            | 116                                                            | 118                                                            | 120                                                            | 122                                                            |
| -------------------------------------------------------------- | -------------------------------------------------------------- | -------------------------------------------------------------- | -------------------------------------------------------------- | -------------------------------------------------------------- |
| September 12, 1931 [الإنجليزية]                                | June 30, 1935 [الإنجليزية]                                     | April 19, 1939 [الإنجليزية]                                    | February 4, 1943 [الإنجليزية]                                  | November 23, 1946 [الإنجليزية]                                 |
| 124                                                            | 126                                                            | 128                                                            | 130                                                            | 132                                                            |
| September 12, 1950 [الإنجليزية]                                | June 30, 1954 [الإنجليزية]                                     | April 19, 1958 [الإنجليزية]                                    | February 5, 1962 [الإنجليزية]                                  | November 23, 1965 [الإنجليزية]                                 |
| 134                                                            | 136                                                            | 138                                                            | 140                                                            | 142                                                            |
| September 11, 1969 [الإنجليزية]                                | June 30, 1973 [الإنجليزية]                                     | April 18, 1977 [الإنجليزية]                                    | February 4, 1981 [الإنجليزية]                                  | November 22, 1984 [الإنجليزية]                                 |
| 144                                                            | 146                                                            | 148                                                            | 150                                                            | 152                                                            |
| September 11, 1988 [الإنجليزية]                                | June 30, 1992 [الإنجليزية]                                     | April 17, 1996 [الإنجليزية]                                    | February 5, 2000 [الإنجليزية]                                  | كسوف الشمس 23 نوفمبر 2003                                      |
| 154                                                            | 156                                                            | 158                                                            | 160                                                            | 162                                                            |
| كسوف الشمس 11 سبتمبر 2007                                      | كسوف الشمس 1 يوليو 2011                                        | April 18, 2015                                                 | February 4, 2019                                               | November 23, 2022                                              |

## روابط خارجية
- كسوف جزئي للشمس ، 11 سبتمبر 2007 من بوينس آيرس ، الأرجنتين بواسطة جاي باساتشوف